# Božkovice
Božkovice (německy Boschkowitz) je vesnice v okrese Benešov, je součást města Bystřice. Nachází se asi 5,7 km na jihozápad od Bystřice. Protéká zde Božkovický potok. Je zde evidováno 34 adres.
V katastrálním území Božkovice leží i části obce Radošovice a Tožice.

## Gramatika
Název Božkovice je podstatné jméno pomnožné. Správné skloňování je tedy Božkovice bez Božkovic.

## Historie
První písemná zmínka o vsi se vztahuje k roku 1379, kdy zde žili Adam a Arnošt z Božkovic, potomci zemana Božka. Ti si zde vystavěli tvrz, která zanikla za třicetileté války (1645 vypálena). Vesnice poměrně často měnila majitele (mj. Zbyněk z Mrvic, Zdeněk a Alžběta z Tichonic, Bohuslav Trmal z Toušic, Drslav Byšický z Byšic, Dorota ze Šternberka na Líšně). Po zániku tvrze zde zůstal dvůr, který byl za první republiky rozparcelován, zbytkový statek vlastnili manželé Zoulovi. Z významnějších staveb lze zmínit kapličku za vsí z první poloviny 19. století.
Za druhé světové války se ves stala součástí vojenského cvičiště Zbraní SS Benešov a její obyvatelé se museli 1. dubna 1944 vystěhovat. Ve vesnici působí dva spolky: Sbor dobrovolných hasičů a Český Červený kříž.